# La Roquette-sur-Siagne
La Roquette-sur-Siagne è un comune francese di 5 018 abitanti situato nel dipartimento delle Alpi Marittime della regione della Provenza-Alpi-Costa Azzurra.

## Società

### Evoluzione demografica
Abitanti censiti